# ستوديو 21
ستوديو 21، مسلسل تلفزيوني سعودي يدور في إطار اجتماعي كوميدي. يحكي المسلسل عن قناة فضائية على وشك الإفلاس، يقرر مالكها المحتال المتسلط مواصلة العمل، مما ينتج عنه حدوث العديد من المفارقات الكوميدية بينه وبين العاملين بالقناة.

## طاقم التمثيل
- علي الحميدي
- ماجد مطرب فواز
- خالد الفراج
- ريماس منصور
- العنود سعود
- عبد العزيز النصار
- خالد المظفر
- تغريد الهويش
- سامي حازم
- عادل الزهراني
- زيد السويداء
- حبيب الحبيب
- ريم عبد الله
- خالد الحلبي
- سالم ناصر
- ابتهاج العويدي
- نورالدين الحلبي

## طاقم الجرافيك
- خالد الحلبي
- نورالدين الحلبي